# Aira (Kagoshima)
Aira (Japans: 姶良市, Aira-shi) is een Japanse stad in de prefectuur Kagoshima. In 2015 telde de stad 75.346 inwoners. 

## Geschiedenis
Op 23 maart 2010 werd Aira benoemd tot stad (shi). Dit gebeurde na het samenvoegen van de voormalige gemeente Aira met de gemeenten Kaijiki (加治木町) en Kamo (蒲生町).
Subprefecturen:
Kumage · Oshima

Steden:
Aira · Akune · Amami · Hioki · Ibusuki · Ichikikushikino · Isa · Izumi · Kagoshima (hoofdstad) · Kanoya · Kirishima · Makurazaki · Minamikyushu · Minamisatsuma · Nishinoomote · Satsumasendai · Shibushi · Soo · Tarumizu

Districten:
Aira · Isa · Izumi · Kagoshima · Kimotsuki · Kumage · Soo · Satsuma · Oshima

Gemeenten per district